# Південно-Східноазійський коледж об'єднаного світу
Південно-Східноазійський коледж об'єднаного світу (державними мовами Сінгапуру: англ. United World College of South East Asia (UWCSEA); малай. Kolej Bersatu Dunia Asia Tenggara); кит.: 東南亞聯合世界書院; там. தென் கிழக்கு ஆசிய ஐக்கிய உலக கல்லூரி) — міжнародний коледж-інтернат, розташований в Сінгапурі. З 1975 року UWCSEA входить до мережі Коледжів об'єднаного світу і є третім із мережі коледжів, в якому започатковано міжнародний освітній рух «Коледжі об'єднаного світу»
У двох кампусах коледжу виховуються та навчаються понад 5 500 учнів більше ніж 90 національностей. На відміну від більшості Коледжів об'єднаного світу, де, зазвичай, учні навчаються лише у старших класах у віці 16-19 років, в UWCSEA навчаються від 4 до 19 років. Основна частина з них є дітьми емігрантів з різних країн, які проживають у Сінгапурі, та діти іноземних громадян. Більша частина з них навчаються за денною формою навчання, і дещо більше 300 (в основному, старшокласники) — за формою повного інтернату. Понад 100 учнів старших класів із 47 країн отримують стипендії в системі Коледжів об'єднаного світу. Претенденти на навчання відбираються на конкурсній основі національними комітетами Коледжів об'єднаного світу, які функціонують більше, ніж у 150 країнах світу.
Претенденти з України відбираються національним комітетом «UWC Україна». Основні критерії відбору наведені на сайті комітету.

## Коротка історія
На базі середньої школи для дітей британських військових, яких було виведено із Сингапуру у 1971 році, була створена «Сингапурська міжнародна школа», яку цього ж року урочисто відкрив перший Прем'єр-міністр Сінгапуру Лі Куан Ю.
У 1972 школу відвідав Принц Філіп, герцог Единбурзький. Завдяки співпраці цих ентузіастів міжнародного освітянського руху в 1975 році школа увійшла до мережі «Коледжі об'єднаного світу» і отримала назву «United World College South East Asia».
1976 року у школі було відкрито інтернат для дітей, які проживали достатньо далеко від коледжу.
Для надання можливості випускникам здобувати вищу освіту у найкращих університетах світу коледж розпочав запроваджувати освітню програму «IB World School» (укр. «Світової школи міжнародного бакалаврату») і 1 січня 1977 року Кампус «Дувр» успішно пройшов процедуру акредитації власником та розробником цієї програми — некомерційним освітнім фондом «International Baccalaureate®». З 1981 року освітні програми Кембриджської міжнародної системи оцінювання, рівень «А» (англ. «Cambridge International A Level») у старших класах були повністю замінені на Програму для здобуття диплома міжнародного бакалаврату (англ. «IB Diploma Programme»).
Східний кампус UWCSEA відкрив свої двері 1 вересня 2008 року в містечку Анг-Мо-Кіо. Після завершення будівництва нових корпусів його було переведено на місце постійного розташування до Тампіна в 2010 році. Урочисте відкриття кампусу відбулося 1 січня 2011 за участі міністра освіти Сінгапуру пана Хен Сві Кіта.
12 квітня 2010 східний кампус коледжу і його освітні програми для здобуття диплома міжнародного бакалаврату також були акредитовані некомерційним освітнім фондом «International Baccalaureate®».

## Акредитовані освітні програми
Коледж є членом Ради міжнародних шкіл (англ. Council of International Schools — «CIS»). Обидва кампуси акредитовані Радою. Коледж також є членом міжнародної освітньої організації «Кругла площа» (англ. Round Square Conference of Schools). Для підвищення якості освіти і забезпечення її відповідності до вимог північноамериканської освітньої системи коледж співпрацює із «Western Association of Schools and Colleges» (WASC) (укр. Західна асоціація шкіл та коледжів). Якісна підготовка до вступної кампанії і навчання в кращих університетах Сполученого Королівства та підготовка до професійної діяльності і підвищення кваліфікації забезпечується у співробітництві із багатонаціональним органом освіти та експертизи Edexcel (укр. Найвищий рівень освіти).
У обох кампусах коледжу були впроваджені і діють освітні програми Кембриджської міжнародної системи оцінювання (англ. Cambridge International Examinations), що забезпечує довіру до якості освіти та визнання отриманих дипломів і атестатів. Ці освітні програми акредитовані на відповідність міжнародним стандартам системи оцінювання знань міжнародною некомерційною приватною освітньою установою Cambridge International Examinations, що є частиною Департаменту «Cambridge Assessment» Кембриджського університету. У 1981 освітні програми Кембриджської міжнародної системи оцінювання, рівень «А» (англ. «Cambridge International A Level») у старших класах кампуса «Дувр» були повністю замінені на «Програму для здобуття диплома міжнародного бакалаврату».
Кампус «Східний» пропонує своїм учням 9-10 класів програму для здобуття диплому «IGCSE» Кембриджської міжнародної системи оцінювання та «Програму для здобуття диплома міжнародного бакалаврату» — для учнів 11-12 класів.

## Визнання отриманих кваліфікаційних рівнів
Офіційні свідоцтва про освітньо-кваліфікаційні рівні, отримані в Кембриджській міжнародній системі оцінювання, такі як «Cambridge IGCSE», визнаються та приймаються навчальними закладами та роботодавцями практично в усьому світі як об'єктивні свідчення про успішність. До таких країн відносяться країни Європейського Союзу, Північної Америки, Північної Африки, ПАР, Австралія та Нова Зеландія, а також, усі країни, що підписали Лісабонську конвенцію про визнання, у тому числі, і Україна, яка підписала цю конвенцію 11.04.1997, і ввела в дію з 01.06.2000.
Дипломи про середню освіту у системі Міжнародного бакалаврату (англ. The IB diploma) надають можливість здобувати вищу освіту та приймаються і визнаються більше, ніж 2 337 університетами у 90 державах світу.

## Опис

### Структура коледжу
Навчальний заклад забезпечує навчання і виховання школярів у віці від 4 до 18 років, починаючи від дитячого садочка, і закінчуючи випускними класами старшої школи:
| Вид школи: | Дитячий садочок (англ. Infant School)                                    | Дитячий садочок (англ. Infant School)                                    | Дитячий садочок (англ. Infant School)                                    | Початкова школа (англ. Junior School)                                    | Початкова школа (англ. Junior School)                                    | Початкова школа (англ. Junior School)                                    | Початкова школа (англ. Junior School)                                    | Середня школа (англ. Middle School)                                      | Середня школа (англ. Middle School)                                      | Середня школа (англ. Middle School)                                      | Вища школа (англ. High School)                                           | Вища школа (англ. High School) | Вища школа (англ. High School) | Вища школа (англ. High School) |
| --- | ------------------------------------------------------------------------ | ------------------------------------------------------------------------ | ------------------------------------------------------------------------ | ------------------------------------------------------------------------ | ------------------------------------------------------------------------ | ------------------------------------------------------------------------ | ------------------------------------------------------------------------ | ------------------------------------------------------------------------ | ------------------------------------------------------------------------ | ------------------------------------------------------------------------ | ------------------------------------------------------------------------ | ------------------------------ | ------------------------------ | ------------------------------ |
| Освітній рівень (класи): (англ. Grades) | K1                                                                       | K2                                                                       | G1                                                                       | G2                                                                       | G3                                                                       | G4                                                                       | G5                                                                       | G6                                                                       | G7                                                                       | G8                                                                       | G9                                                                       | G10                            | G11                            | G12                            |
| Свідоцтва про освіту: (англ. Certificates) |                                                                          |                                                                          |                                                                          |                                                                          |                                                                          |                                                                          |                                                                          |                                                                          |                                                                          |                                                                          | IGCSE                                                                    | IGCSE                          | IB Diploma                     | IB Diploma                     |
| Освітній рівень (класи): | (для учнів, що прибули із інших навчальних закладів здобувати IB-диплом) | (для учнів, що прибули із інших навчальних закладів здобувати IB-диплом) | (для учнів, що прибули із інших навчальних закладів здобувати IB-диплом) | (для учнів, що прибули із інших навчальних закладів здобувати IB-диплом) | (для учнів, що прибули із інших навчальних закладів здобувати IB-диплом) | (для учнів, що прибули із інших навчальних закладів здобувати IB-диплом) | (для учнів, що прибули із інших навчальних закладів здобувати IB-диплом) | (для учнів, що прибули із інших навчальних закладів здобувати IB-диплом) | (для учнів, що прибули із інших навчальних закладів здобувати IB-диплом) | (для учнів, що прибули із інших навчальних закладів здобувати IB-диплом) | (для учнів, що прибули із інших навчальних закладів здобувати IB-диплом) | F1                             | G11р                           | G12                            |
| Свідоцтва про освіту: (англ. Certificates) |                                                                          |                                                                          |                                                                          |                                                                          |                                                                          |                                                                          |                                                                          |                                                                          |                                                                          |                                                                          |                                                                          |                                | IB Diploma                     | IB Diploma                     |
| Примітка: F1 — 1 рік вивчення основ для опанування освітньої програми для здобуття диплому міжнародного бакалаврату (англ. One-year Foundation IB) |                                                                          |                                                                          |                                                                          |                                                                          |                                                                          |                                                                          |                                                                          |                                                                          |                                                                          |                                                                          |                                                                          |                                |                                |                                |

### Кампус «Дувр»
Кампус розташований за 10 хвилин їзди від центрального ділового району Квінстаун, поруч із Національним університетом Сінгапуру і займає площу 11 га. Відкритий у 1971 році і заново перебудований протягом п'ятирічної реконструкції, яку було завершено в 2016 році. Сучасне планування, благоустрій і будівлі кампусу отримали платинову нагороду «BCA Greenmark Platinum Award» за життєдайний екологічний дизайн.
На території кампусу розташовані:
- блок дитячого садочка і початкової школи, у якому розташовуються:
  - класні кімнати для навчання діток груп K1 і K2, обладнані відповідними меблями, іграшками і iPad для окремих видів занять;
  - класні кімнати для навчання діток молодших класів, обладнані відповідними меблями і iPad чи MacBook для окремих видів занять, причому, кожен учень 4-го і 5-го класів мають щорічно призначений для них індивідуальний MacBook;
  - хол для спільного навчання із вільним доступом до класних кімнат та ігрового майданчика дитсадочка;
  - музична кімната для індивідуальних і групових музичних занять;
  - критий і напіввідкритий ігрові майданчики дитсадочка;
  - дитяча бібліотека Девіда Уотсона із читальною залою, де юні читачі можуть невимушено розташовуватися як у м'яких кріслах, так і безпосередньо на підлозі, де можна проводити ігри, уроки, зустрічі із авторами книжок, театральні дійства;
  - медична клініка для учнів садочка і молодших класів;
- загальний напіввідкритий ігровий майданчик, обладнаний для ігор і для відпочинку та релаксації учнів;
- блок середньої школи, у якому розташовуються:
  - класні кімнати для навчання учнів середніх і старших класів;
  - спеціалізовані класи, обладнані для вивчення мов;
  - хол для проведення спільних навчань;
  - багатофункціональна зала, яку можна використовувати для зустрічей, конференцій, учнівських презентацій, невеликих вистав, батьківських зборів тощо;
  - спортзал із гімнастичною та тренажерною залами;
  - шкільний магазин для уніфікованих покупок, уніформи тощо;
  - відділення зв'язку;
- блок вищої школи та адміністрації коледжу, у якому розташовуються:
  - адміністрація, адміністративні служби та служби забезпечення функціонування коледжу;
  - «Конференц-Центр міжнародної освіти»;
  - виставкова галерея для демонстрації кращих робіт та досягнень коледжу, його вчителів і учнів;
  - центральна бібліотека;
  - класні кімнати для навчання учнів старших класів;
  - кімнати для проведення тестів і іспитів;
  - класи танцювального і драматичного мистецтва;
  - театр і кінотеатр «Black Box[en]»;
- спортзал, у якому розташовуються:
  - зали для ігрових видів спорту, таких як міні-футбол, баскетбол, волейбол, бадмінтон;
  - тренажерна зала із обладнанням для кардіо- і фітнес-занять;
  - критий скеледром;
- відкритий спортивний майданчик із площадками для ігрових видів спорту;
- художньо-мистецький блок, у якому розташовуються:
  - класи образотворчого мистецтва;
  - класи відео та фотомистецтва;
  - галерея для робіт учнів;
- науковий блок, у якому обладнані:
  - лабораторії для дослідницьких робіт;
  - центр дизайну і технічної творчості;
- математичний блок;
- блок музичного і театрального мистецтва, до якого входять:
  - класи індивідуальних і групових музичних занять для учнів 2-12 класів;
  - прокат музичних інструментів;
  - студії звукозапису;
  - театр ім. Ендрю Беннета, який присвятив своє життя коледжу;
- блоки інтернату для учнів 8-12 класів, до яких входять:
  - адміністративні і службові приміщення;
  - «Будинок Нельсона Мандели», який має:
    - 4-місні, 3-місні і одномісні (для учнів 11-12 класів) житлові кімнати;
    - приміщення для спільного проведення часу, відпочинку і дозвілля;
    - приміщення для занять музикою;
    - приватний садовий і рекреаційний простір, доступний лише для учнів інтернату;
    - міні-кухню та приміщення побутового призначення;

  - «Будинок Курта Хана», який має:
    - приміщення і простір для відпочинку і прогулянок;
    - бібліотеку та читальну залу;
    - міні-кухню-кафе і місця для спілкування з друзями;

  - медична клініка, доступна у години занять для усіх учнів коледжу і цілодобово — для учнів інтернату;
- футбольне поле і спортивний майданчик для учнів молодших класів;
- тенісні корти і площадки для нетболу;
- футбольне поле «Айер Раджа» із всепогоднім покриттям, придатне як для офіційних зустрічей команд Сінгапуру, так і учнів старших класів коледжу;
- мале футбольне поле із всепогоднім покриттям для учнів молодших і середніх класів;
- поля для крикету;
- крите спортивне поле для занять і активного відпочинку на свіжому повітрі учнів молодших і середніх класів у дощові і спекотні дні;
- спеціально обладнані зони і курси тренування вмінню лазіння по канатах і деревах, вмінню пересування по верховіттях джунглів «високі канати» і «низькі канати»;
- 50-метровий басейн для учнів середніх і старших класів та міні-басейн для навчання плаванню і для учнів молодших класів;
- павільйон-їдальня, у якій учням 2-12 класів пропонуються обіди азійської, індійської, західної та халяльської кухні, включаючи вегетаріанські страви щодня (учні інтернату додатково забезпечуються сніданками і вечерями);
- центральна площа під високим тентовим покриттям «Тент-Плаза», на якій:
  - проводяться урочистості;
  - зустрічаються, відпочивають, проводять час у:
    - ресторані-їдальні «Веранда»;
    - учнівському кафе «Vive», яке працює від сніданку і до 19 вечора;
    - центрі культурної спадщини;

  - дають концерти і вистави, дивляться концерти і вистави, змагаються і спостерігають за змаганнями;
- ботанічний сад «Проекту відновлення дощових тропічних лісів та екологічних ініціатив», де учні вчаться, працюють, проводять дослідження і просто відпочивають.

### Кампус «Східний»
Кампус займає площу 5,5 гектарів і являє собою яскраве надсучасне учнівське містечко-еталон у шкільному дизайні. Сучасне планування, благоустрій і будівлі кампусу отримали платинову нагороду «BCA Greenmark Platinum Award» за життєдайний екологічний дизайн і золоту нагороду «BCA Gold Award» за універсальний, зручний і доступний дизайн.
На території кампусу розташовані:
- блок дитячого садочка, у якому обладнані:
  - класні кімнати для навчання, що розташовуються по периметру загального центрального холу;
  - загальний центральний хол для спільного навчання, обладнаний іграшками, іграми, книгами, ресурсами та простором для загального збору;
  - спеціалізовані класні кімнати для навчання китайській мові;
  - музичні кімнати для індивідуальних і групових музичних занять;
  - багатоцільовий спортивний зал, який може бути обладнаний для різноманітних уроків фізичної культури;
  - харчовий блок;
  - дитячий басейн, для навчання плавати і релаксації;
- загальний напіввідкритий ігровий майданчик, обладнаний для ігор і для відпочинку та релаксації учнів дитячого садочка;
- блок «B» (початкова школа):
  - бібліотека із затишною і комфортною залою для читання, навчання та спеціальних занять;
  - класні кімнати для навчання учнів молодших класів, які мають місця для індивідуальних, групових і загальних занять;
  - класи, обладнані для проведення уроків з образотворчого мистецтва і музики, обладнані для загальних занять і для демонстрації робіт учнів;
  - лабораторії для дослідницьких робіт;
- блок «C» (мовна школа):
  - класи, обладнані для вивчення іноземних мов;
  - медична клініка, доступна у години занять для усіх учнів коледжу і цілодобово — для учнів інтернату;
- загальний ігровий майданчик, обладнаний для ігор, відпочинку та релаксації учнів молодшої і середньої школи (між блоками «B» і «C»);
- блок «B» (батьківський):
  - апартаменти для батьків;
  - «Асоціація батьків Сходу»;
  - приміщення для зустрічей учнів із батьками, обладнані міні-кухнею;
  - класи дизайну і технічної творчості;
- блок «A» (центральний):
  - багатоцільова актова зала, що вміщує 420 осіб і пропонує інтегровані ІТ та аудіовізуальні засоби, необхідні для показу драматичних та музичних вистав, кінофільмів, презентацій, шкільних зборів, конференцій тощо;
  - дворівнева бібліотека ім. Кішоре Махбубані;
  - музичні класи та студії для індивідуальних і групових музичних занять;
  - класи театрального і драматичного мистецтва;
  - дворівневий театр і кінотеатр «Black Box[en]»;
  - центр образотворчого мистецтва;
  - «Конференц-Центр міжнародної освіти»;
- інтернат «Тампеніс Хауз»:
  - чотиримісні, тримісні, двомісні та одномісні (для учнів 12-го класу) номери;
  - медична клініка;
- павільйон-їдальня, у якій учням 2-12 класів пропонуються обіди азійської, індійської, західної та халяльської кухні, включаючи вегетаріанські страви щодня (учні інтернату забезпечуються триразовим харчуванням);
- учнівське кафе «Vive», яке працює від сніданку і до 19 вечора;
- спорткомплекс, який включає:
  - найбільш сучасне у Сінгапурі футбольне поле, що відповідає міжнародним стандартам FIFA 2* та IRB і дозволяє проводити регіональні змагання SEASAC[en] з футболу, регбі, софтболу;
  - три криті універсальні спортивні зали, які можна налаштувати для баскетболу, волейболу, бадмінтону та інших видів спорту;
  - комплекс водних видів спорту із 50 м та 25 м басейнами для плавання, каякінгу і регіональних змагань;
  - закрита гімнастична зала;
  - дві студії танцю та фітнес-зал;
- центральний великий багатофункціональний хол, який може бути налаштований для різноманітних заходів, таких як урочистості, виставки, зустрічі, святкування нового року тощо;
- центральна площа під тентовим покриттям «Тент Плаза», на якій проводяться урочистості, зустрічі, відпочивають, проводять вільний час, дають концерти і вистави, дивляться концерти і вистави, змагаються і спостерігають за змаганнями тощо;
- ботанічний сад «Проекту відновлення дощових тропічних лісів та екологічних ініціатив», де учні вчаться, працюють, проводять дослідженні і просто відпочивають.

## Видатні та відомі випускники і учні
| Фото | Прізвище                                             | Опис | Країна                      |
|      | Принцеса Аніта Оранж-Нассау, ван Волленховен-ван Ейк | Дружина принца Пітера-Крістіана Оранж-Нассау, ван Волленховена, член голландської королівської родини | Нідерланди                  |
|      | Сонам Капур                                          | Індійська акторка Боллівуд-фільм. Лауреат премії Filmfare Award за найкращу жіночу роль на думку критиків                                                                                                   | Індія                       |
|      | Кеннет Ендрю Джеяретнам                              | Сінгапурський політик | Сінгапур                    |
|      | Філіп Антоній Джеяретнам                             | Сінгапурський політик та письменник | Сінгапур                    |
|      | Акихіко Хошиде                                       | Астронавт Агентства аерокосмічних досліджень Японії | Японія                      |
|      | Вон Чен                                              | Малайзійський політик, член парламенту Малайзії | Малайзія                    |
| -    | Тім Джарвіс                                          | Дослідник навколишнього середовища, авантюрист, альпініст, автор документальних фільмів про дику природу, найбільш відомий своїми численними антарктичними експедиціями, «Глобальний посол» Австралії у WWF | Австралія · Велика Британія |
|      | Ерік Ку                                              | Сінгапурський кінорежисер, кіно-продюсер та фінансист розвитку сінгапурської кіноіндустрії, молодший син найбагатшого у Сінгапурі підприємця Ку Тек Ба                                                      | Сінгапур                    |
|      | Кевін Стеа                                           | Американський танцюрист, хореограф, актор, співак, режисер і модель. Працював з багатьма зірками, включаючи Мадонну, Леді Ґаґу та Майкла Джексона, знімався у фільмах і телевізійних шоу                    | США                         |
|      | Даніель Беннетт                                      | Професійний футболіст, гравець збірної Сінгапуру з футболу і вищої ліги футбольного чемпіонату Сінгапуру | Сінгапур                    |
|      | Зак Вайтбред                                         | Професійний американський футболіст, гравець збірної США з футболу | США                         |
|      | Хайри Джамалуддін                                    | Малайзійський політик, член парламенту Малайзії, зять прем'єр-міністра Малайзії Абдулли Ахмада Бадаві | Малайзія                    |